# BA-3
BA-3 là một phiên bản xe bọc thép hạng trung do Liên Xô phát triển trong những năm 1930 dựa trên khung gầm xe Ford-Timken ba trục (một sửa đổi của Ford AA với bố trí bánh xe 6 × 4, trên cơ sở đó GAZ-AAA được tạo ra)

## Phát triển
Xe được phát triển vào năm 1934 bởi phòng thiết kế của nhà máy Izhora trên cơ sở phiên bản BA-I. Đồng thời, thân xe BA-I được thay đổi một chút, và điểm khác biệt chính giữa hai phương tiện này là tháp pháo.

## Thiết kế
BA-3 nhận được một tháp pháo từ xe tăng T-26 với trang bị vũ khí đôi tiêu chuẩn (pháo 20K 45 mm và súng máy DT-29), nhưng độ dày lớp giáp giảm xuống còn 8 hoặc 9 mm. Đạn, quan trọng đối với một chiếc xe nhỏ gọn, một phần nằm trong tháp pháo, một phần trong thân xe bọc thép. Để tăng khả năng việt dã, lần đầu tiên trong ngành công nghiệp xe bọc thép của Liên Xô đã phát triển hệ thống bánh xích mọi địa hình kiểu "overroll", được đeo trên sườn sau của BA-3.

## Quá trình sản xuất
Một nguyên mẫu làm bằng thép không bọc thép được chế tạo vào cuối tháng 4 năm 1933 và vào ngày 1 tháng 5, nó đã tham gia lễ duyệt binh của quân đồn trú Leningrad. Việc sản xuất xe bọc thép được thành lập tại Nhà máy Izhora và Nhà máy thiết bị nghiền Vyksa, trong năm 1933-1936 đã sản xuất tổng cộng 221 xe bọc thép loại này.
| Phiên bản      | Cơ sở chế tạo  | 1933 | 1934 | 1935 | 1936 | Всего |
| -------------- | -------------- | ---- | ---- | ---- | ---- | ----- |
| BА-3           | Nhà máy Izhora | 11*  | 80   | 109  | 17   | 217   |
| BА-3           | Zd DRO (Vyksa) |      |      | 1    | 2    | 3     |
| BА-3 Đường săt | Zd DRO (Vyksa) |      |      | 1    |      | 1     |
| Tổng cộng      | Tổng cộng      | 11   | 80   | 111  | 19   | 221   |

* Bao gồm cả nguyên mẫu.
Trong số này, năm 1936, 3 xe bọc thép được giao cho Tây Ban Nha và 20 chiếc cho Mông Cổ. 43 chiếc được giao cho Thổ Nhĩ Kỳ (1934 - 1, 1935 - 42).

## Lịch sử phục vụ
Xe bọc thép BA-3 được đưa vào phục vụ trong lực lượng trinh sát của các đơn vị xe tăng, kỵ binh và súng trường của Hồng quân. Chúng đã tham gia hầu hết các cuộc xung đột quân sự Liên Xô tham gia: trong nội chiến ở Tây Ban Nha (ba chiếc BA-3 đã được chuyển giao cho các lực lượng vũ trang của Cộng hòa Tây Ban Nha vào năm 1936), trong các trận chiến với quân đội Nhật Bản gần Hồ Hassan và bên sông Khalkhin-Gol, trong chiến dịch tấn công Ba Lan và chiến tranh Liên Xô-Phần Lan 1939-1940... Tổn thất không thể khôi phục trong các cuộc xung đột này lên tới 10 phương tiện: 8 chiếc BA-3 bị phá hủy trong các trận chiến tại Khalkhin Gol và 2 trong chiến tranh Liên Xô-Phần Lan. Năm 1936, Mông Cổ nhận 20 xe (15 xe nhập vào Sư đoàn kỵ binh 5, số còn lại được dùng làm huấn luyện), và năm 1934 - 35, 43 chiếc BA-3 được Thổ Nhĩ Kỳ mua. Chúng đã tham gia cuộc Chiến tranh Vệ quốc Vĩ đại  - tính đến ngày 1 tháng 6 năm 1941, có 143 xe bọc thép loại này trong biên chế quân đội.
| Mô hình          | thể loại         | Quân khu Leningrad | Quân khu Baltic | Quân khu đặc biệt miền Tây (Quân khu Belarus) | Quân khu Kiev | Quân khu Odessa | Quân khu Moscow | Quân khu Bắc Caucasian | Quân khu Oryol | Quân khu Transcaucasian | Quân khu Trung Á | Quân khu xuyên Baikal | Phương diện quân Viễn Đông | Thử nhiệm | Tổng cộng |
| ---------------- | ---------------- | ------------------ | --------------- | --------------------------------------------- | ------------- | --------------- | --------------- | ---------------------- | -------------- | ----------------------- | ---------------- | --------------------- | -------------------------- | --------- | --------- |
| BA-3 lin         | 1                |                    |                 |                                               |               |                 |                 |                        |                |                         |                  |                       | 7                          |           | 7         |
| BA-3 lin         | 2                | 12                 | 1               | 26                                            | 10            | 2               | 2               |                        | 1              | 4                       | 30               | 26                    | 8                          |           | 122       |
| BA-3 lin         | 3                | 3                  |                 | 1                                             |               |                 |                 |                        |                |                         |                  |                       | 1                          |           | 5         |
| BA-3 lin         | 4                |                    |                 | 2                                             | 2             |                 |                 | 2                      |                |                         |                  |                       | 1                          | 2         | 9         |
| Đường sắt BA-3 * | Đường sắt BA-3 * |                    |                 |                                               |               |                 |                 |                        |                |                         |                  |                       | 1                          |           | 1         |
| Toàn bộ          | Toàn bộ          | 15                 | 1               | 29                                            | 12            | 2               | 2               | 2                      | 1              | 4                       | 30               | 26                    | 18                         | 2         | 144       |

* Phiên bản đường sắt BA-3 duy nhất thuộc tiểu đoàn thiết giáp biệt động số 5.
Hầu hết trong số họ đã bị mất trong những tháng đầu tiên của cuộc chiến. Nhưng một số vẫn sống sót đến chiến thắng năm 1945. Vì vậy ngày 14 tháng 4 năm 1945, đại đội cận vệ 97 thuộc quân đoàn 19 vẫn sử dụng ba chiếc BA-3M và ba chiếc BA-10. Sau chiến tranh, tất cả các loại xe bọc thép lỗi thời đều bị loại bỏ.

## Biến thể
- Phiên bản đường sắt BA-3: một bản sao duy nhất. Chiếc xe này thuộc tiểu đoàn thiết giáp biệt động số 5 ở Viễn Đông.
- BA-3M: Phiên bản hiện đại hóa của BA-3 - nhận được động cơ và khung gầm từ GAZ-AAA, có khả năng bảo trì tốt hơn, cũng như lốp GK chống đạn mới làm bằng cao su xốp.[5]

Ngoài ra, trên cơ sở BA-3, BA-6 đã được chế tạo. Về thân xe, tháp pháo, vũ khí trang bị, cách bố trí đạn dược, các thành phần và tổ hợp, BA-6 không khác BA-3. Nhìn bên ngoài, nó có thể được phân biệt bằng cách không có cửa sau, cửa sập phía sau và một bậc ở đuôi xe. Ngoài ra, cơ sở giữa trục trước và trọng tâm của hệ thống treo bogie sau được giảm xuống còn 3200 mm (3412 mm đối với BA-3); Khoảng cách giữa các trục sau giảm từ 1016 mm (đối với BA-3) xuống còn 940 mm. BA-6 cũng có lốp GK chống đạn được làm bằng cao su xốp. Nhờ kỷ luật trọng lượng chặt chẽ hơn, trọng lượng của BA-6 đã giảm xuống còn 5,12 tấn trong khi vẫn duy trì gần như tất cả các đặc tính kỹ chiến thuật như ở BA-3.Từ năm 1936 đến năm 1939, nhà máy Izhora đã sản xuất 431 BA-6.

## Thư viện ảnh

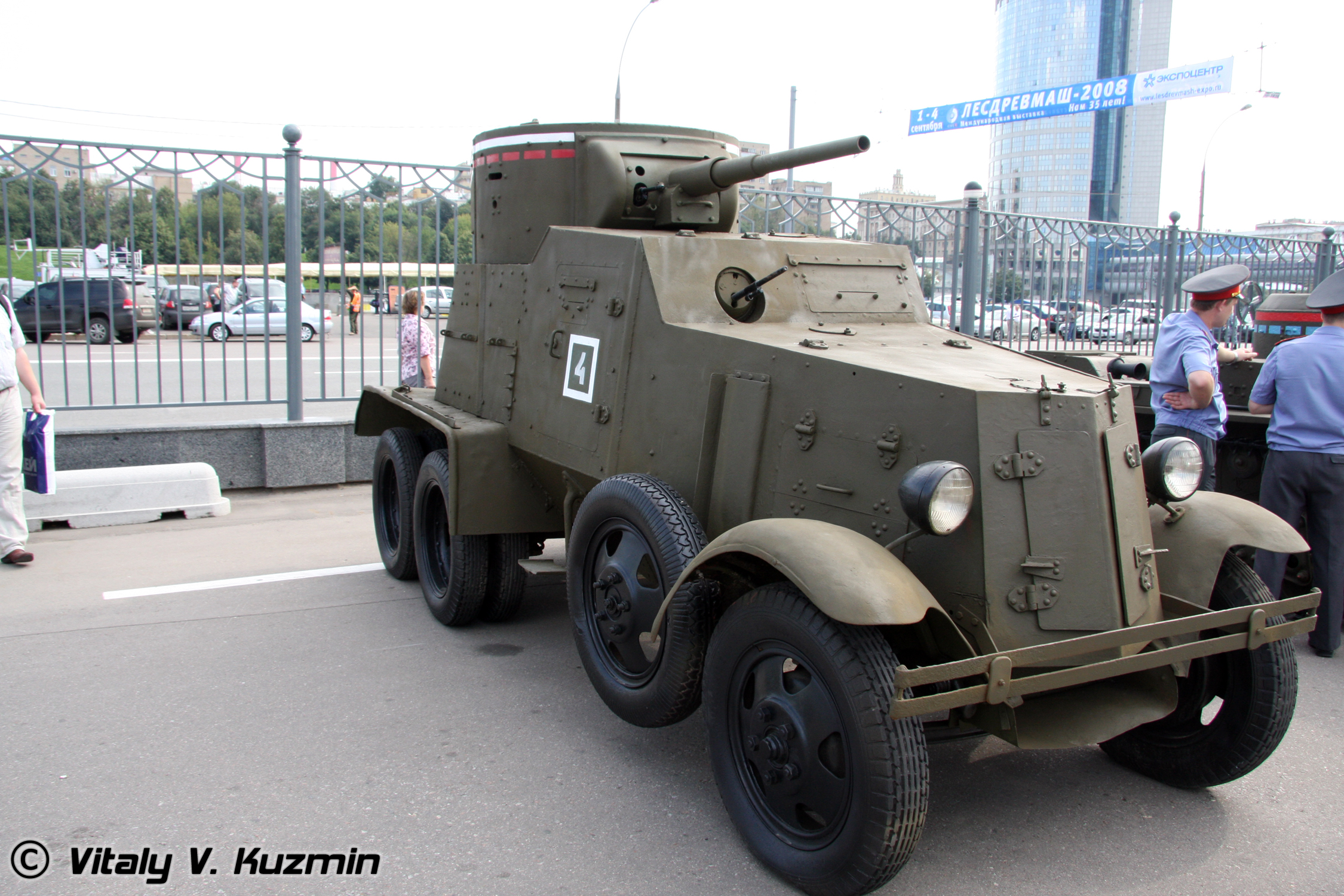
Mặt trước bên phải BA-3. Matxcova.
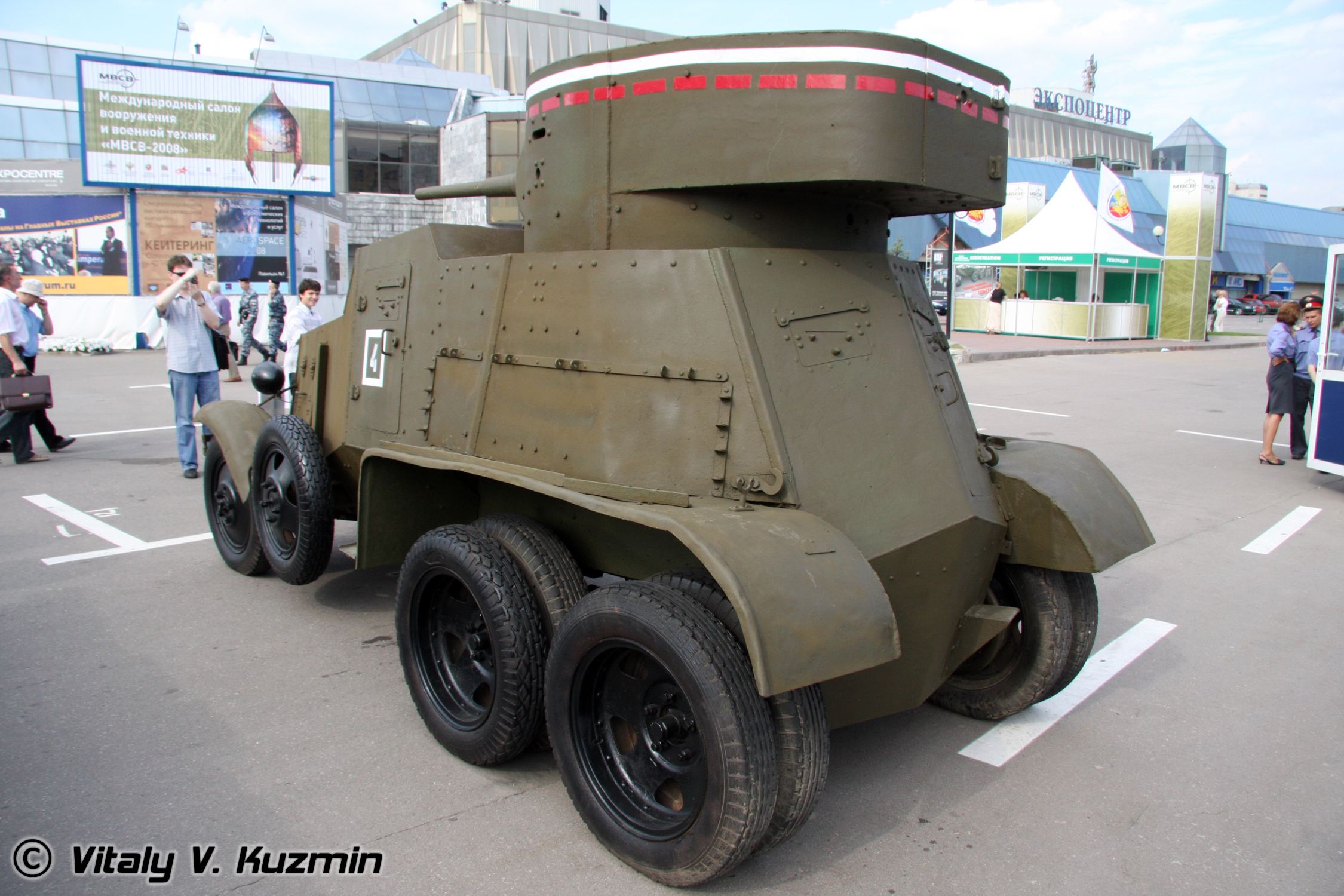
Mặt sau bên trái BA-3, cửa sập phía sau và một cửa có thể nhìn thấy
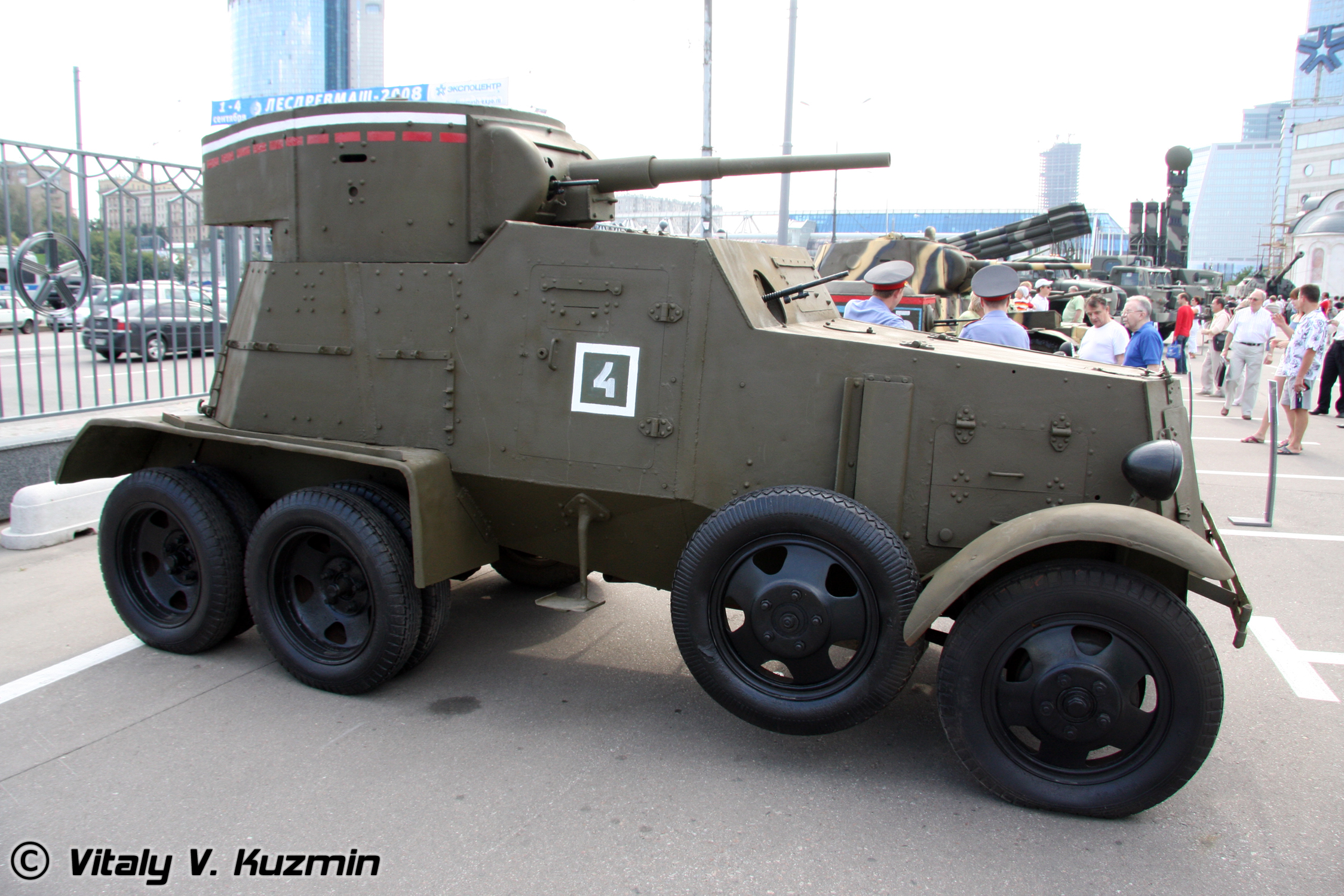
Mặt phải BA-3.